# Mount Washburn (Antarktika)
Mount Washburn ist ein 2725 m hoher Berg im westantarktischen Ellsworthland. Er ragt auf halbem Weg zwischen Mount Ulmer und Mount Cornwell in den Gromshin Heights im nördlichen Teil der Sentinel Range des Ellsworthgebirges auf.
Entdeckt wurde er von der sogenannten Marie Byrd Land Traverse Party, einer Mannschaft vorwiegend zur Erkundung des Marie-Byrd-Lands zwischen 1957 und 1958. Diese benannte den Berg nach dem US-amerikanischen Geologen Albert Lincoln Washburn (1911–2007), Mitglied des nationalen Komitees der Vereinigten Staaten zum Internationalen Geophysikalischen Jahr.